# ریدیک (فیلم)
ریدیک (به انگلیسی: Riddick) یک فیلم اکشن علمی تخیلی بریتانیایی-آمریکایی محصول سال ۲۰۱۳ که سومین بخش از مجموعه فیلم‌های سرگذشت ریدیک می‌باشد. وین دیزل در نقش ریدیک شخصیت اصلی داستان، و دیوید تویی که نویسنده و کارگردان هر دو قسمت قبلی به نام‌های پیچ بلک در سال ۲۰۰۰ و سرگذشت ریدیک در سال ۲۰۰۴ بود، نویسندگی و کارگردانی این نسخه را نیز برعهده داشت. ریدیک در ۴ سپتامبر ۲۰۱۳ در بریتانیا به روی پرده رفت و سپس در ۶ سپتامبر ۲۰۱۳، در ایالات متحده اکران شد.

## داستان
یک بار دیگر ریدیک بازگشته تا در برابر یک گروه بیگانه از شکارچیان مبارزه کند. در این میان دو اتفاق برای او می‌افتد یکی حمله نسل جدید جایزه بگیرها و دومی مردی که از گذشته ریدیک با خبر است...